# Hipólito Ruiz López

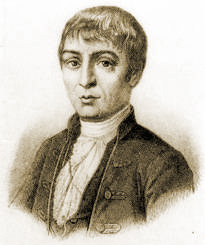
Hipólito Ruiz López

Hipólito Ruiz López (* 8. August 1754 in Belorado; † 1815 in Madrid) war ein spanischer Botaniker.

## Leben
Zusammen mit José Antonio Pavón y Jiménez bereiste er von 1779 bis 1788 Chile, Peru und andere südamerikanische Länder. Er bereiste 1777–88 als Naturforscher die von König Carlos III. veranlassten 1. spanische Expedition in Vizekönigreich Peru zusammen mit José Antonio Pavón y Jiménez, dem französischen Arzt Joseph Dombey, dem Zeichner J. Brunete, Isidro Gálvez und dem spanischen Botaniker Juan José Tafalla. Sein offizielles botanisches Autorenkürzel lautet „Ruiz“; die gemeinsame Autorschaft von Ruiz López und Pavón y Jiménez wird in der botanischen Literatur mit „Ruiz & Pav.“ abgekürzt. Er war ab 1790 Apotheker in Madrid.

## Ehrungen
Zu seinen Ehren wurde die heute als monotypisch angesehene Pflanzengattung Ruizia aus der Familie der Malvengewächse (Malvaceae) benannt. Die einzige Art der Gattung, Ruizia cordata, ist auf der Insel Réunion endemisch. Auch die Pflanzengattung Ruizodendron R.E.Fr. aus der Familie der Annonengewächse (Annonaceae) ist nach ihm benannt worden.

## Werke
- Quinología o tratado del árbol de la quina, Madrid 1792.

Gemeinsam mit José Antonio Pavón y Jiménez gab er folgende Werke heraus:
- Florae peruvianae et chilensis prodromus …, 1794
- Systema vegetabilium florae peruvianae chilensis, 1798
- Flora peruvianae et chilensis, sive descriptiones, et icones …, 1798–1802